# Lechlade

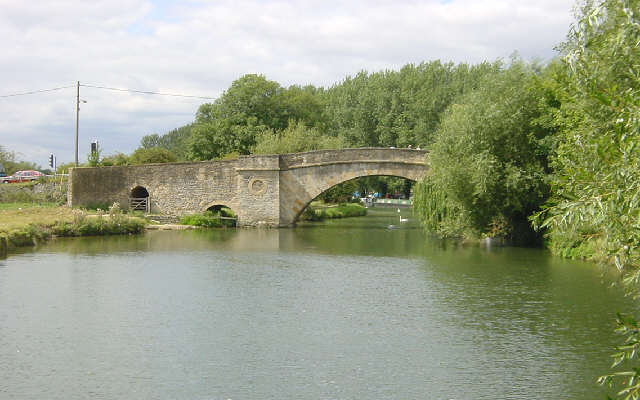
Die Halfpenny Bridge über die Themse in Lechlade

Der Ort Lechlade mit 2700 Einwohnern östlich von Cirencester am Rande der Cotswolds in der Grafschaft Gloucestershire wird traditionell als der Beginn der schiffbaren Themse bezeichnet. 
Bootstouren in Richtung London und Themsemündung beginnen oft an der Halfpenny Bridge in Lechlade; der Thames Pfad führt Wanderer hier nicht nur bis zur Mündung, sondern auch zur Quelle weiter.
Der River Leach und der River Coln münden bei Lechlade in die Themse.

## Bekannte Personen
- Thomas Prence, Gouverneur der Plymouth Colony wurde in Lechlade geboren.